# 茨城カントリークラブ事件
茨城カントリークラブ事件（いばらきカントリークラブじけん）とは日本の詐欺事件。略称は茨城CC事件。

## 概要
茨城県高萩市のゴルフ場「茨城カントリークラブ」の開発会社、常陸観光開発がゴルフ会員権を2830名限定と偽って募集し、実際には5万2000人以上もの会員から金銭を集めて、約1000億円の資金を関連会社に横流しした事件。
1991年7月に、国税庁東京国税局がゴルフ会員権販売代理店を脱税容疑で捜査し、そこで押収した帳簿書類から会員権乱売の事実が発覚。ゴルフ場「茨城カントリークラブ」は完成することなく、開発会社は倒産した。
事件の中心人物は、144億円の所得を隠匿して57億5000万円の法人税を脱税したとして、法人税法違反で逮捕され、懲役11年罰金7億円の有罪判決が言い渡された。
この事件がきっかけとなって、ゴルフ会員権の乱売を抑制するゴルフ会員契約等適正化法が成立した。
事件後、破産管財人が入り、会員権購入者に対し数万円程度の配当が支払われた。ゴルフ場建設予定地は、2003年7月に売却されゴルフ場として利用されることはなかったが、ゴルフ場故の広い敷地を利用した自然をテーマとしたリゾートホテルとなった。